# 桃李面包
桃李面包股份有限公司（上交所：603866），简称桃李面包，是中华人民共和国一家生产面包、月饼等烘焙类食品的公司。该公司成立于1995年，1997年成立沈阳桃李，其产品主要在东北地区知名，其后业务向全中国大陆扩展。

## 历史
桃李面包的创始人为吴志刚及其次子吴学群。吴志刚历任丹东市电信局电报员、丹东市丝绸一厂子弟学校、丹东市丝绸工业学校教师。1995年，吴志刚退休，之后随吴学群在丹东开了一家名为“桃李”的面包作坊，寓意“桃李满天下”。1997年1月23日，沈阳市桃李食品有限公司成立，此后公司采用“中央工厂+批发”模式生产销售面包产品，且保质期短，价格偏低，降低了新鲜面包门店的房租费用、人员薪资、管理成本等支出，因此迅速在东北地区驰名。
2006年，桃李面包先后收购长春桃李、丹东桃李、八方塑料、北京桃李、包头桃李的股权，2009年收购大连桃李等八家公司股权，实现资产重组。
2007年7月2日，吴学群与吴志刚签署《发起人协议》，公司改制为股份有限公司。在上市前，吴学群、吴学亮、吴志刚及盛雅莉分别持有29.00%、17.65%、19.84%和12.62%，合计持有桃李面包79.11%的股份，其中吴志刚和盛雅莉为夫妻关系，吴学群和吴学亮分别是二人的次子和三子，属于典型的家族企业。而公司董事会的成员也大多来自吴氏家族。
2015年12月，桃李面包在上海证券交易所上市，成为中国大陆首家面包行业A股上市公司，被称为“面包第一股”。2011年-2019年，桃李面包曾实现近十年的连续增长，但营收增长率从上市后开始下滑。
2018年，为扩大产品市场占有率，桃李面包开启“南下”战略，加大对华东、华南、西北等新兴市场的开发，在江苏、湖北、安徽、广东、广西、福建、海南等地设立子公司或孙公司，不过桃李面包在南方市场的收入增长较慢，且占比仍然较低。而随着全国化进程的推进，桃李面包东北市场收入占比逐年下降。
2022年前三季度，桃李面包东北地区营收22.28亿元，占总营收的44.32%；而华中、西南和华南地区收入仅为1.48亿元、5.89亿元和3.93亿元。华北和华东地区营收分别为11.23亿元和14.42亿元。其中华东地区二季度营收同比增长52%，主要原因是上海封城期间，桃李面包成为当地保供物资，导致收入增幅较大。

## 业务与产品
桃李面包的产品以面包为主，在节庆期间亦生产月饼、粽子等产品，在全国市场建立了31万多个零售终端。产品可在大型连锁商超、便利店、县乡商店及小卖部等购买，主要合作销售商包括永辉超市、华润万家、沃尔玛、大润发、红旗连锁、物美、家家悦连锁、新天地连锁、比优特连锁等全国性、区域性连锁超市。
该公司采用“中央工厂+批发”模式进行生产和销售。考虑到产品保质期短、消费者对产品新鲜度要求高的特点，公司主要采用“以销定产”的生产模式，根据市场需求灵活制定生产计划。各生产基地采用中央工厂统一生产，实行两班倒工作制度，白天根据预估订单量进行生产，下午下班前统计客户提交次日需求的订单后，在夜间进行补单。而月饼和粽子为节庆食品，每年生产周期为60天。

### 主要产品

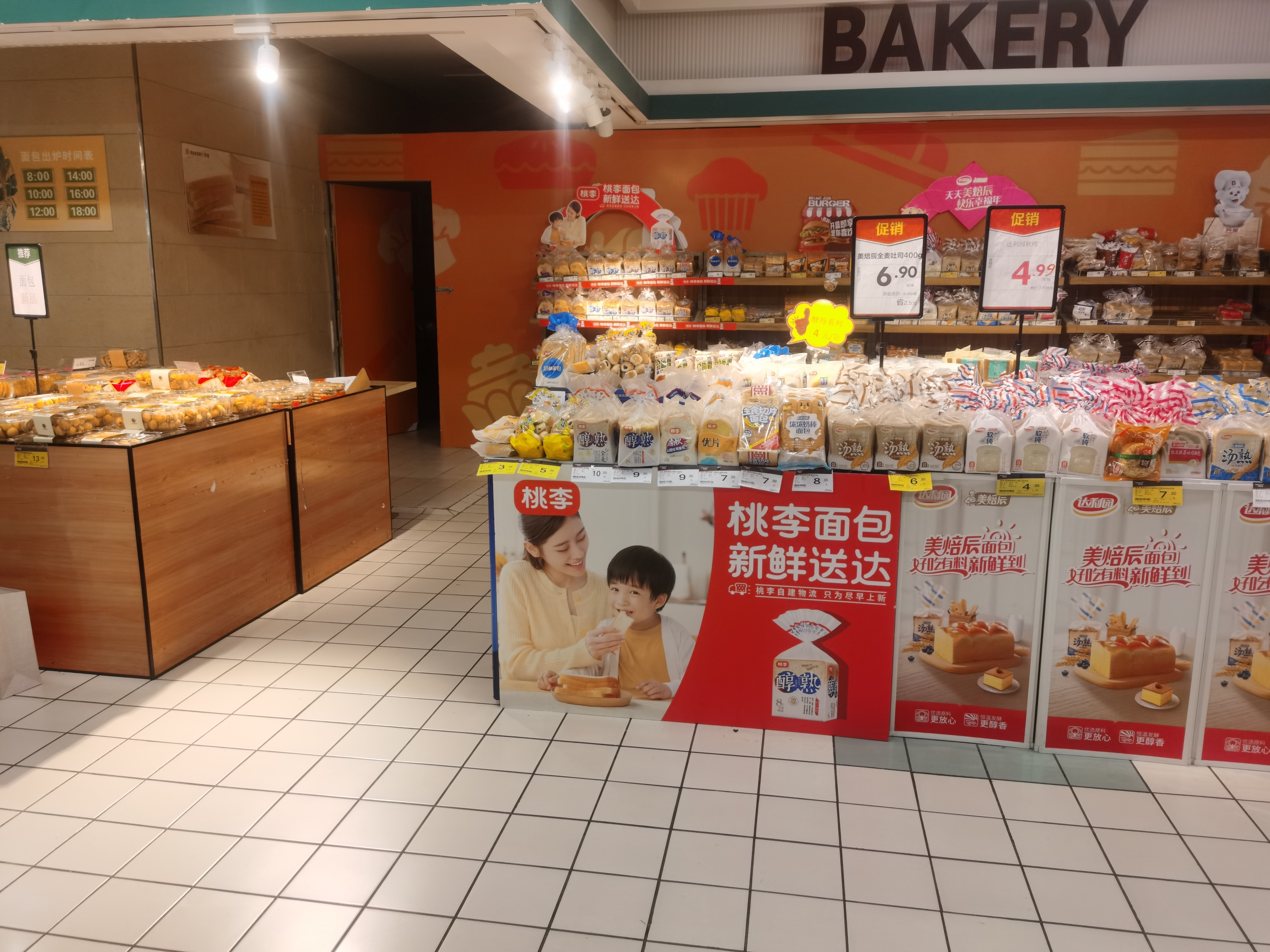
不同包装的桃李面包

| - 醇熟切片面包 - 南瓜吐司面包 - 巧乐角 - 豆小朵 - 鸡蛋香松面包 - 手撕面包 - 枣沙蛋糕 | - 天然酵母面包（红豆馅） - 奶棒面包 - 谷物代餐面包 - 原味纯蛋糕 - 布朗尼面包 - 月饼系列礼盒 - 粽子系列 |

### 工厂分布
截至2022年12月31日，桃李面包已在中国大陆建立22个生产基地，另有7个在建项目，具体城市分布如下：
- 东北地区：沈阳（总部）、长春、丹东（发源地）、锦州、哈尔滨、大连
- 华北地区：呼和浩特、石家庄、北京、天津、太原（在建）
- 华东地区：上海、青岛、镇江（句容）、泰安、嘉兴、青岛（在建）、泉州（在建）
- 华中地区：武汉、开封（在建）
- 西南地区：重庆、成都
- 西北地区：西安、乌鲁木齐
- 华南地区：东莞、海口、南宁（在建）、佛山（在建）

## 争议事件
由于其采用“中央工厂+批发”的经营模式，桃李面包曾多次出现质量问题。频繁出现的问题是面包中含有异物，有消费者曾在面包中吃到虫子、头发、长线、塑料等，同时存在保质期内发霉变质的问题。此外还存在旗舰店发货超时和直播间客服态度恶劣等。
2022年1月25日，天津桃李生产的纯蛋糕中，有1袋纯蛋糕混有飞虫异物。经排查，出现飞虫异物的原因为当事人虫害控制工作不够彻底。2022年7月26日，天津市市场监督管理委员会以违反食品安全法为由，对天津桃李处以罚款5万元。
2023年2月，天津一网民爆料，其一年前购买的桃李面包近期打开后并无发霉、长毛的情况，且依旧松软完好。2月22日，桃李面包客服表示，其防腐剂添加符合国家相关规定，强调“如果保存得当，变质可能性较小”。
2023年2月19日，辽宁鞍山一名消费者发视频称，自己在某店购买的桃李面包中吃出了2-3厘米左右的美工刀刀片。该名消费者随后联系公司工作人员，表示生产不存在任何问题并给出“以后出新品可以第一个试吃”的赔偿方案。但该消费者表示无法接受赔偿方案，表示刀片已经生锈，将会请第三方介入鉴定。相关消息引发网民讨论。2月20日，桃李面包曾通过微博发布情况说明，强调“排除在生产过程中存在金属刀片的可能性”。随后，桃李面包删除了该微博。不久后，桃李面包发布澄清公告，称公司对工厂内部各生产环节进行安全排查，公司生产过程中不存在使用该类刀片的工艺环节，并表示已邀请上级市场监督管理部门及媒体对生产环节进行监督检查，向当地公安部门报警并申请立案调查。